# مسجد جامع قم
مسجد جامع قم یا مسجد جامع عتیق یکی از مساجد قدیمی در شهر قم است.
مسجد جامع قم، در مرکز شهر قم و در محله لب چال در خیابان آذر و نزدیک دروازه ری واقع شده‌است. از راه خیابان آذر، بزرگراه "عمار یاسر" و تونل غدیر می‌توان به این مسجد دسترسی پیدا کرد. این مسجد، مجموعه‌ای از بناهای چند عصر و دوره است. سال احداث بنای کنونی گنبد خانه ۵۲۹ هـ. ق است، این تاریخ تا پیش از تعمیرات دوران فتحعلی شاه در کتیبه‌های گچبری موجود در بنا به وضوح نمایان بوده‌است. به بیان صنیع الدوله در کتاب مرآت البلدان در نیمه دوم قرن سوم ساخته شده‌است. مسجد جامع قم از بناهای قدیمی شهر است که بانی آن معلوم نیست اما در کتاب گنجینه آثار قم آمده‌است که بانی این مسجد و مدرسه روبه روی آن که جانی خان نام دارد سلطان جانی خان پادشاه تاتار ترکستان است و تاریخ بنای آن هم سال ۷۵۵ بوده‌است. قدیم‌ترین منبعی که در آن به وجود مسجد در این مکان اشاره شده است کتاب تاریخ قم، نوشته حسن بن محمد قمی است که در سال ۳۸ هجری نوشته شده است و در آن تصریح شده که ابوالصدیم حسین بن علی بن آدم اشعری مسجد جامع قم را که در میان قم و کمیدان بوده است در میانه قرن چهارم هجری بنا کرده است.

## تاریخچه
مسجد جامع قم مجموعه‌ای از بناهای چند عصر و از جمله مساجد دو ایوانی به شکل مربع مستطیل است. در قرن سوم هجری یکی از علما و محدثین قم به نام "ابوالصدیم حسین بن علی بن آدم اشعری" که در زمره صحابه علی النقی و حسن عسگری به‌شمار می‌رفت، مسجدی در قم بنا کرد. طبق نوشته کتاب تاریخ قدیم قم که در قرن چهارم هجری نوشته شده‌است چهار احتمال برای این مسجد ساخته شده در قم داده شده‌است که یکی از آنها همین مسجد جامع است.

## ساخت مسجد
اسکلت اصلی گنبد خانهٔ متوازن آن، به نیمهٔ نخست سده ششم هـ. ق تعلق دارد. این مسجد پس از مسجد حسن عسگری قدیمی‌ترین مسجدی است که در قم بنا شده‌است. گنبد رفیع مسجد جامع قم یکی از باشکوه‌ترین، شگفت انگیزترین و رفیع‌ترین گنبدهای مساجد ایران است. جای تعجب نیست اگر برای هر بیننده‌ای در مورد چگونگی ساخت این گنبد جای سؤالی وجود داشته باشد. برای ساخت این مسجد بزرگ و گنبد آن که حدود ۶۰۰۰ متر مربع وسعت دارد، حتی یک شاخه آهن نیز به کار نرفته و با گذشت سالیان سال از ساخت آن همچنان پابرجا و استوار مانده‌است. این مسجد دارای مقصوره و گنبدی باستانی و ایوانی قدیمی با دو گوشواره و سه شبستان و زیرزمین و ایوان و صحن و سردر ورودی است.

## نگارخانه

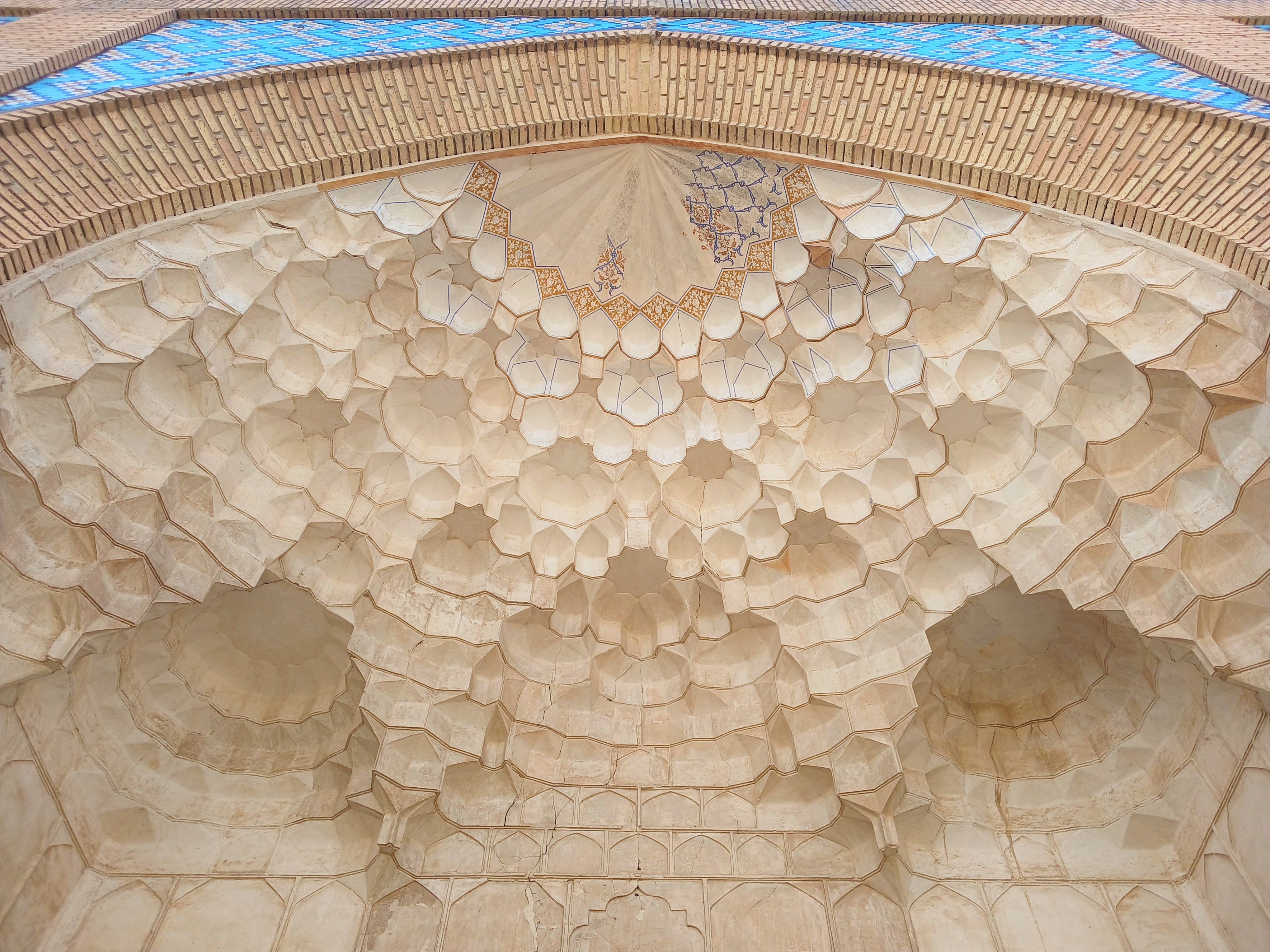
ایوان ورودی مسجد به‌همراه مقرنس کاری های زیبایش
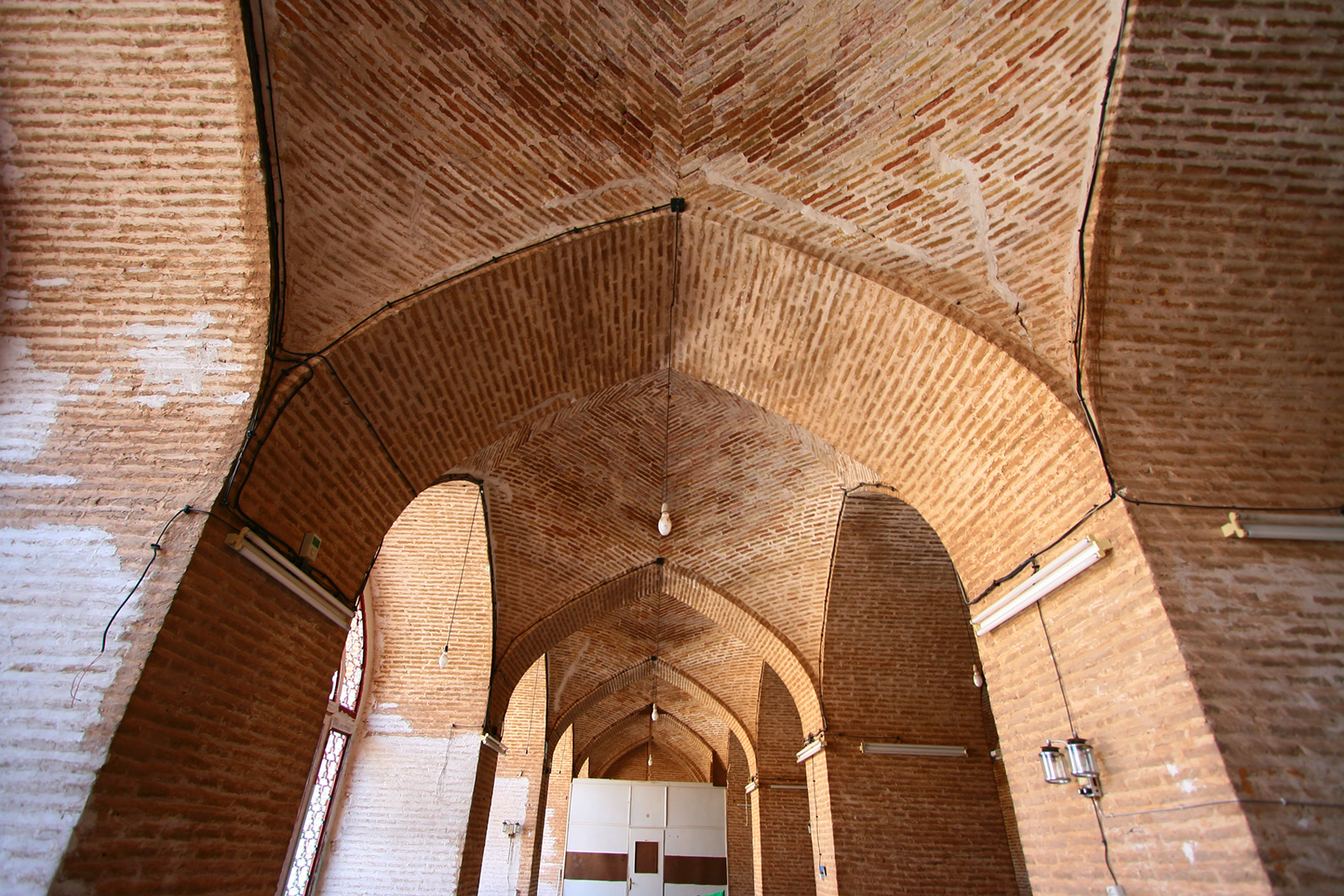
ایوان مسجد جامع قم
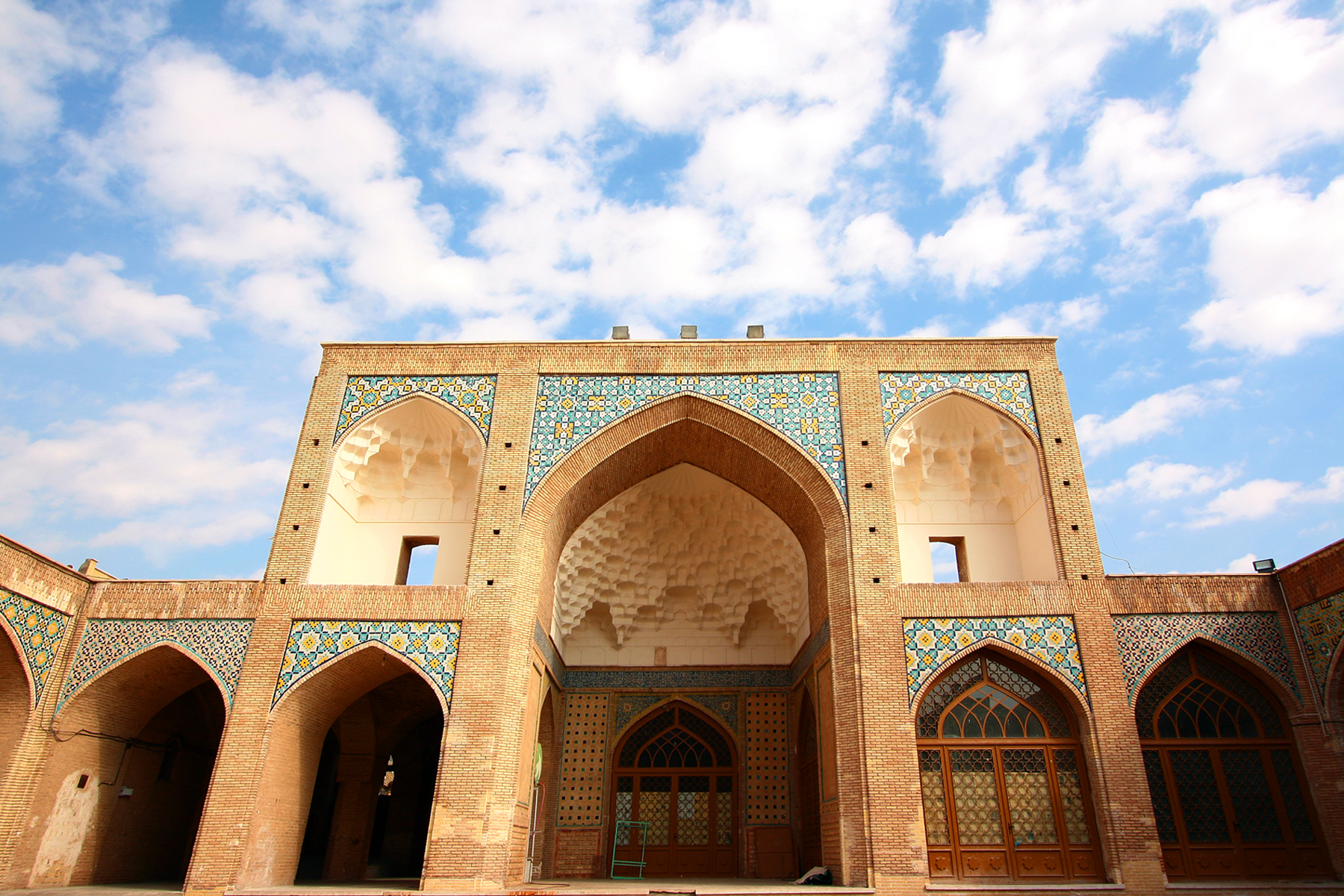
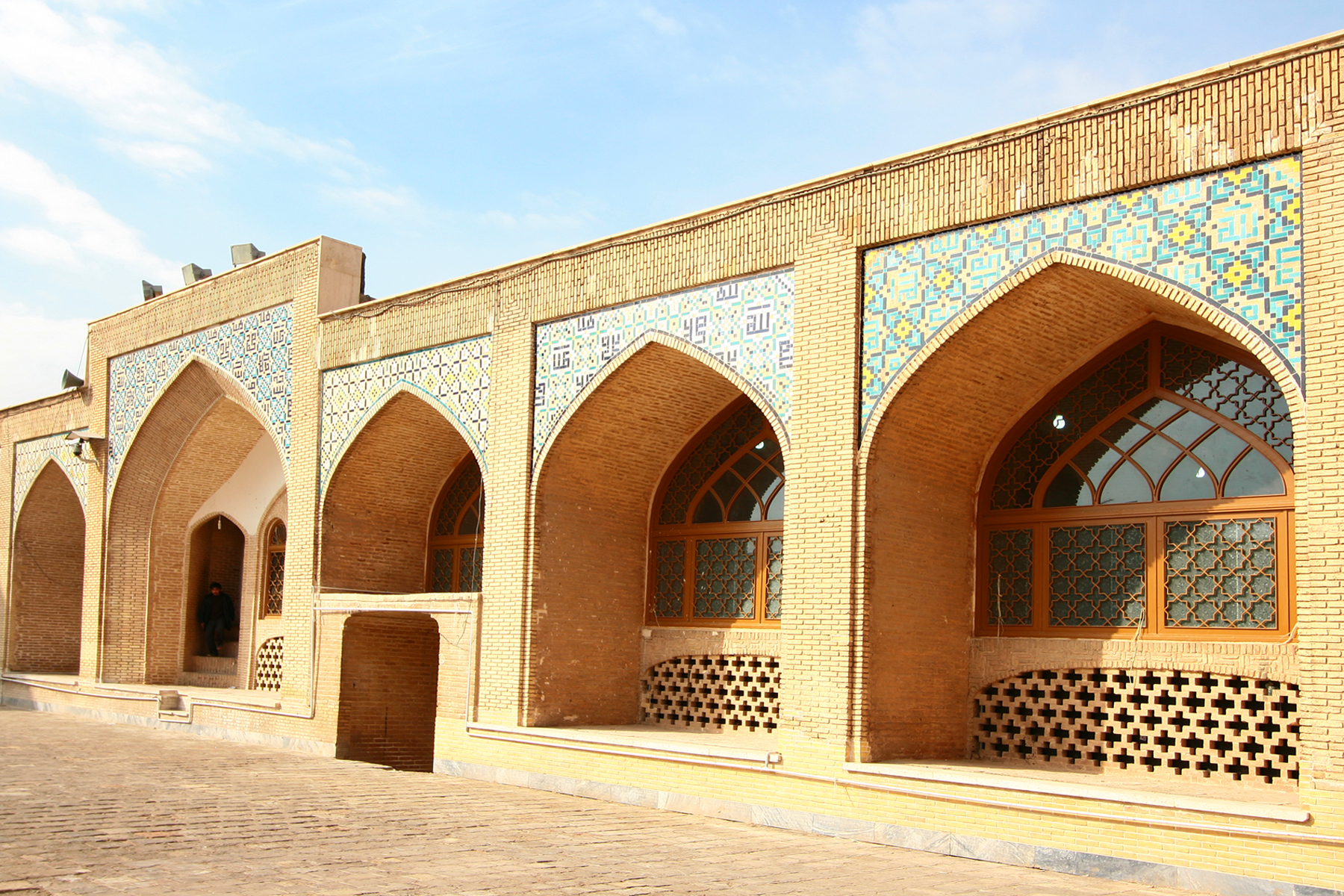